# 十七条憲法
十七条憲法（じゅうしちじょうのけんぽう、憲法十七条、十七条の憲法〈じゅうしちじょうのいつくしきのり〉とも）とは、推古天皇12年4月3日（西暦604年5月6日）に聖徳太子が制定した全17条からなる日本最初の成文法。『日本書紀』、『先代旧事本紀』に、「皇太子親（）ら肇（）めて憲法十七条憲法を作りたもう」と、太子自らが起草したことが記述されている。

## 概要
憲法の名を冠しているが、政府と国民の関係を規律する後年の近代憲法とは異なり、その内容は官僚や貴族に対する道徳的な規範が示されており、行政法としての性格が強い。思想的には儒教を中心とし、仏教や法家の要素も織り交ぜられている。
また、冒頭（第一条）と末尾（第十七条）で、「独断の排除」と「議論の重要性」について、繰り返し説かれているのも大きな特徴で、その「議論重視」の精神が、五箇条の御誓文の第一条「広く会議を興し、万機公論に決すべし」にも（ひいては近代日本の議会制民主政治にも）受け継がれているとする意見が、保守層の間で出ている。

## 成立
『日本書紀』、『先代旧事本紀』の記述によれば、推古天皇12年（ユリウス暦604年）に成立したとされる（『上宮聖徳法王帝説』によれば、少治田天皇御世乙丑年（推古天皇13年（605年）。『一心戒文』によれば、推古天皇10年（602年）。養老4年（720年）に成立した『日本書紀』に全文が引用されているものが初出であり、これを遡る原本、写本は現存しない。成立時期や作者について議論がある。第1回遣隋使での隋文帝の政治が未開だと改革を訓令されたものに応えた、603年（推古11年）小墾田宮新造、604年冠位十二階制定と同期の、政治改革の一環だとの指摘がある。

### 創作説と反論
後世の創作とする説が古くからあり、真偽については現在でも問題となっている。
創作説は江戸末期の狩谷棭斎に始まるものとされる。狩谷は、「憲法を聖徳太子の筆なりとおもへるはたがへり、是は日本紀（『日本書紀』）作者の潤色なるべし、日本紀の内、文章作家の全文を載たるものなければ、十七条も面目ならぬを知るべし、もし憲法を太子の面目とせば、神武天皇の詔をも、当時の作とせんか」と、『文教温故批考』巻一に於いて『日本書紀』作者の創作と推定した。
また、津田左右吉は、1930年（昭和5年）の『日本上代史研究』において、十七条憲法に登場する「国司国造」という言葉や書かれている内容は、推古朝当時の国制と合わず、後世、すなわち『日本書紀』編纂頃に作成されたものであろうとした。
この津田説に対し、坂本太郎は、1979年（昭和54年）の『聖徳太子』において、「国司」は推古朝当時に存在したと見てもよく、律令制以前であっても官制的なものはある程度存在したから、『日本書紀』の記述を肯定できるとした。
さらに森博達は、1999年（平成11年）の『日本書紀の謎を解く』において、「十七条憲法の漢文の日本的特徴（和習）から7世紀とは考えられず、『日本書紀』編纂とともに創作されたもの」とした。森は、『日本書紀』推古紀の文章に見られる誤字・誤記が十七条憲法中に共通して見られる（例えば「少事是輕」は「小事是輕」が正しい表記だが、小の字を少に誤る癖が推古紀に共通してある）と述べ、『日本書紀』編纂時に少なくとも文章の潤色は為されたものと考え、聖徳太子の書いた原本・十七条憲法は存在したかもしれないが、それは立証できないので、原状では後世の作とするよりないと推定する。
吉川真司の2011年『シリーズ日本古代史3　飛鳥の都』によると、十七条憲法は君主制･官僚制にとって当たり前のことばかりであり、また十七条の冒頭部で仏教（二条）と礼（四条）を重んじているのは推古朝の政治方針と適合的であり、地方官に国造の称号が現れるのも律令体制下の文章とする創作説には違和感を覚えるとした上で、後世の潤色が入ってる可能性はあるものの基本的には推古朝当時のものと認めてよい、とした。

## 書き下し文・現代語訳・原文

### 要旨・分類
| 条 | 要旨 | 由来 |
| -- | --- | ---- |
| 1  | 和を尊重し、争わないことを宗旨（主義）としろ。人は皆、党派を作るし、（物事の）熟達者は（常に）少ない。そのため君主や父親に従わなかったり、近隣と考えが相違したりもする。しかし、上の者も和やかに、下の者も睦まじく、物事を議論して内容を整えていけば、自然と物事の道理に適うようになるし、何事も成し遂げられるようになる。【和/議論】 | 儒教 |
| 2  | 仏教の三宝（仏・法・僧）を篤く敬え。仏法は四生（生物）が最終的に帰する処であり、万国にとっての究極の宗教である。いつの時代の誰であろうと仏法を尊べないような者はいない。世の中、極悪人は少なく、大抵は教えによって従えることができるが、三宝（仏教）に依らなければ、曲がった心を直すことはできない。【仏教(三宝)】 | 仏教 |
| 3  | 詔（君主の命令）は必ず謹んで承れ。君主は天、臣下は地である。万物（物事）は天に覆われ、地に載せられることで、四季が巡り、気が行き渡るようにうまくいくのであり、地が天を覆うこと（反乱・謀反・革命）を欲すれば、破滅に到るだけである。このように君主が言えば臣下は承り、上が行えば下が従うようにしなくてはならない。したがって、詔は必ず謹んで承なくてはならないし、そうしなければ自ら滅亡をまねくことになる。【詔/従】 | 儒教 |
| 4  | 群臣・百寮（上級・下級の諸役人）は、礼を基本としろ。人民を治める基本は必ず礼にある。上の者に礼がなければ下の者はまとまらないし、下の者に礼がなければ必ず犯罪者が出てくる。このように群臣たちに礼があれば秩序は乱れず、庶民に礼があれば国家は自然と治まる。【礼】 | 儒教 |
| 5  | 饗応を絶ち、財物への欲望を棄てて、公明に訴訟を処理しろ。庶民の訴えは1日に千件あり、歳月を過ぎる毎のその数の増え方は言うまでもない。近頃、訴訟管理者は賄賂を貰うことが当たり前となり、賄賂を見てから審査する。したがって財産家の訴えは石を水の中に投げ入れるように容易に聞き入れられ、貧者の訴えは水を石に投げ入れるように拒絶される。このように貧民はどうしていいか分からずにいるのであり、これは役人としての道理も欠いている。【清廉/訴訟管理】 | -    |
| 6  | 悪を懲らしめ善を勧めること（勧善懲悪）は、古来の良い規範である。このように人の善行は匿(かく)さず、悪行は匡(ただ)せ。諂(へつら)い詐(いつわ)る者は、国家を転覆させる鋭利な武器、人民を滅ぼす尖った剣となる。また佞(おもね)り媚びる者は、好んで上の者に下の者の過失を訴えるし、下の者に逢えば上の者の過失を誹謗する。このような人間は皆、君主に対する忠誠が無く、人民に対する仁愛も無いので、大乱の原因となる。【勧善懲悪】 | 儒教 |
| 7  | 人には各々に任務があるのであり、それを適切に担い、（権限を）濫用してはいけない。賢人・哲人を官職に任じれば讃える声が起こるし、奸者（悪人）が官職を有すれば災禍・戦乱が頻繁になる。世の中には生まれながらの知者は少ないのであり、努力によって聖人となる。事柄の大小に関わらず、適切な人材を得れば必ず治まるし、時代情勢の急緩に関わらず、賢人が現れれば自ずとのびやかな環境になる。このようにすれば、国家には永久に危険が無くなる。したがって古の聖王は、官職のために人を求めたのであって、人のために官職を求めたりはしなかった。【任務遂行/適材適所】                                 | 儒教 |
| 8  | 群臣・百寮（上級・下級の諸役人）は、朝早く出勤し遅く退勤しろ。公事はゆるがせにできないし、終日費やしても全部終わらせるのが難しい（ほど多い）。このように、朝遅く出勤しては急用に対処できないし、早く退勤しては仕事を処理し切れない。【早出遅退】 | 儒教 |
| 9  | 信（誠実・信頼）は義の基本である。何事にも信がなくてはならないし、物事の善悪や成否は信の有無に掛かっている。群臣の間に信があれば何事も成し遂げられるし、信が無ければ何事もことごとく失敗する。【信】 | 儒教 |
| 10 | 忿怒を絶ち、瞋恚を棄て、人と考えが違うことを怒るな。人には皆心があり、各々のこだわり（執着）があるのだから、相手はよくても自分はよくないこともあれば、自分はよくても相手はよくないこともある。自分が必ず優れているわけでも、相手が必ず愚かなわけでもない。どちらも凡夫（凡人）なのであり、是非を決定できる優越性など無い。共に賢さと愚かさを併せ持っている（一体的である）のは、鐶（環）に端が無いのと同様である。このように、相手が怒ったとしても、かえって自分に過失が無かったか振り返り、また自分一人の考えがあったとしても人々の意見を聞き入れて協調して振る舞え。【不怒/相対性】 | 仏教 |
| 11 | （官職の）功績と過失を明確に調べて、必ず賞と罰を与えなければならない。近頃は、賞が功績に基づいて、罰が罪に基づいて（適正に）与えられていない。政務を執行する群卿（高位役人）は、賞罰を適正明確に与えなければならない。【信賞必罰】 | 法家 |
| 12 | 国司・国造（地方官吏）は、（独自に）庶民に徴税してはならない。国にも民にも二人の君主はいない。国内の全ての民は王（天皇）を主とするのであり、任命された官吏は皆、王（天皇）の臣下である。どうして無理に公と並んで庶民から徴税するのか。【私的徴税禁止】 | -    |
| 13 | 諸々の官職に任じられた者たちは、任務を把握しろ。病気や使役で業務が行えないことがあっても、復帰したら全て把握して協働できるようにし、聞いていないなどと公務を妨害しないようにしろ。【任務把握】 | -    |
| 14 | 群臣・百寮（上級・下級の諸役人）は、嫉妬心を持ってはいけない。自分が他者を嫉妬するなら、他者もまた自分に嫉妬するようになる。嫉妬の患いには限度が無いので、自分より智や才が優れた者を悦ばずに嫉妬しさえする。そのような環境下では、五百年経っても賢人は現れないし、千年経っても聖人は現れないが、そうした賢人・聖人と呼べるような優れた人材が出てこなければ、国家は治めていくことができない。【不嫉妬】 | -    |
| 15 | 私心を棄てて公益に努めるのが、臣下の道である。私心があれば必ず怨恨が生じ、共同しなくなり、公務を妨害し、制度に違反し、法律を侵害するようになる。それ故に初章（第一条）で上下が和諧する精神（の重要性）を説いたのだ。【滅私】 | -    |
| 16 | 時宜に沿って民に賦役を課すことは、古来の良い規範である。冬季は間暇なので、民に賦役を課してもいいが、春から秋にかけては農業と養蚕の時期なので、賦役を課してはならない。そうでなければ、食料・衣服が尽きてしまう。【時宜賦役】 | 儒教 |
| 17 | 物事は独断で行ってはならない。必ず皆で適切に議論しなくてはならない。（とはいえ）些細な案件に関しては必ずしも皆で議論する必要は無いが、重大な案件については判断に過失・誤りが無いか疑い、慎重にならなくてはいけないので、皆で議論する必要があるし、そうしていれば（自ずと）道理に適った結論を得ることができる。【議論】 | -    |

## 偽書「聖徳太子五憲法」での記述
江戸時代の偽書『先代旧事本紀大成経』巻70「憲法本紀」では、推古天皇12年5月に「通蒙憲法」、6月に「政家憲法」、10月に「儒士憲法」「神職憲法」「釈氏憲法」各17条（計85条）が発布されたとされており、これらを合わせて「五憲法」という。このうちの「通蒙憲法」が、『日本書紀』所載の「憲法十七条」とほぼ同文である。ただし、『日本書紀』では第2条となっている「篤敬三宝。三宝者仏法僧也。」（篤く三宝を敬え、三宝とは仏・法・僧なり）が最後の第17条に移され、内容も「篤敬三法、其三法者、儒、仏、神也」（篤く三法を敬え、その三法とは儒・仏・神なり）となっている。『先代旧事本紀大成経』が偽書として発禁処分になったのち、天明年間（1781年 - 1788年）に『五憲法』のみが独立して板行され流布した。
偽作の動機としては、憲法十七条が「神」にも「孝」にも触れていないことが、神道と儒教が盛んになった江戸時代には問題となった点が考えられる。

## 十七条憲法を扱った作品

### 書籍
- 三波春夫『聖徳太子憲法は生きている』小学館〈小学館文庫〉、1998年 ISBN 4-09-402621-5
- 宮東斎臣 原書解読; 青沼やまと, 後藤隆 口語訳『聖徳太子に学ぶ十七絛五憲法』文一総合出版刊、1995年 ISBN 4-8299-1100-X

いずれも、全85条の十七条五憲法の紹介。仏法僧の三宝とは別に、三法が神・儒・仏と記される。神職、僧侶、儒者、政治家と公務員に向けた五種類の十七条憲法を逐条解説している。（ただし、上述のように「五憲法」は『先代旧事本紀大成経』の一部であり、江戸時代の偽作とするのが通説である。）